# Ordre du Mérite naval (Russie)
Pour les articles homonymes, voir Ordre du Mérite naval.
L'ordre du Mérite naval (en russe : Орден « За морские заслуги ») est une distinction honorifique de la fédération de Russie, décernée depuis le 17 décembre 2002.

## Source
- (en) Cet article est partiellement ou en totalité issu de l’article de Wikipédia en anglais intitulé « Order of Naval Merit (Russia) » (voir la liste des auteurs).
- Anne de Chefdebien, Nicolas Botta-Kouznetzoff, Récompenses d'État de la fédération de Russie, Illkirch - France, SAMNLHOC, coll. « Numéro spécial n°1 », 2014, 46 p. (ISBN 978-2-910575-01-4)